# Brest Business School
Brest Business School, anciennement « ESC Bretagne Brest », est une école de commerce française créée en 1962. Elle propose sept programmes de formation dans le domaine du management et  du commerce. Elle est sous la co-tutelle de la Chambre de commerce et d'industrie de Brest et de la Chambre de commerce et d'industrie régionale Bretagne. Elle accueille près de 1300 étudiants chaque année. Le recrutement se fait aux niveaux Baccalauréat, Bac+2, Bac+3, Bac+4 et Bac+5. Elle propose également plusieurs programmes en formation continue.
Le 1er janvier 2013, l'ESC Bretagne Brest a choisi de s'allier avec l'ESCEM (Tours-Poitiers), l'ESC Clermont et l'ESC Amiens pour créer ensemble une grande école de management : France Business School (fBS). Cette alliance a cessé le 1er janvier 2015.  L'école reprend son indépendance et change également de nom pour devenir Brest Business School.

## Affiliations
- Diplômes visés par le ministère de l'Enseignement supérieur et de la Recherche
- Diplôme conférant le grade de Master
- Établissement d’enseignement supérieur consulaire reconnu par l’État
- Membre de la Fondation nationale pour l’enseignement de la gestion des entreprises (FNEGE)
- Membre de Produit en Bretagne
- Membre de la European foundation for management development (EFMD)
- Membre de l’EISB (Entrepreneurship, Innovation and Small Business)
- Membre de l’Association to Advance Collegiate Schools of Business (AACSB)
- Membre de la CREPUQ (Conférence des recteurs et de principaux des universités du Québec)
- Membre de la CLADEA (Consejo latinoamericano de escuellas de administration)
- Membre du PRME (Principles for responsible management education)

## Les principales associations de l'École
- Bureau des Élèves (BDE)
- Bureau des Sports (BDS)
- Bureau des Arts (BDA)
- ESCale (pôle communication)
- International Student's Association (ISA)
- Humasso
- Brest Grandes Écoles (pôle voile)

## Formations principales

### Programme Master grande école
- Entrée en première année pour trois ans à Bac+2 sur concours Prépa (BCE) ou Talent Day (concours de l'école)
- Entrée en deuxième année à Bac+3 sur concours Talent Day
- Formation généraliste au management avec une spécialisation (majeure/mineure) en dernière année
- Cursus en français ou en anglais
- Expérience en entreprise : apprentissage sur 12, 18 ou 24 mois (85 % des élèves en M2) et/ou stages
- Séjour de six mois à l'étranger obligatoire
- 10 doubles diplômes.

### Bachelor in International Management
- Programme post-Bac en trois ans
- Entrée par le concours Talent Day Bachelor
- Formation au commerce, commerce international, management et gestion
- Cursus à 100% anglophone dès la 1re année
- International: possibilité de passer jusqu'à 18 mois à l'étranger (12 mois obligatoire pour l'obtention du diplôme)
- 12 doubles diplômes à l'étranger en troisième année
- Expérience en entreprise : neuf mois de stage minimum

### Bachelor E-Business & Marketing
- Programme post-Bac en trois ans
- Entrée par le concours Talent Day Bachelor
- Formation au commerce, marketing digital, management et gestion
- Possibilité d'apprentissage en 2e et/ou en 3e année
- Expérience en entreprise : neuf mois de stage minimum

### Master in International Business
- Master of Sciences (MSc)
- Programme sur 15 mois
- Entièrement en anglais
- Formation au commerce et management international

### Executive Mastères
Un Executive Mastère est une formation post-diplôme à orientation professionnelle ayant pour but une spécialisation ou une double compétence. Il dispense un savoir unique dans une fonction ou un secteur précis pour lesquels les entreprises affichent un réel besoin. Brest Business School propose trois Executive Mastères :
- Manager de la supply chain (logistique et achats)

- Contrôle de gestion et pilotage de la performance
- Gestion patrimoniale et financière

### Bachelor E-Business & Marketing en E-learning
- Programme post-Bac en trois ans à distance
- Entrée par le concours Talent Day Bachelor
- Formation au commerce, marketing digital, management et gestion
- Possibilité d'apprentissage en 2e et/ou en 3e année
- Expérience en entreprise  : neuf mois de stage minimum